# 龙潭水库 (南宁)
龙潭水库是中国广西壮族自治区南宁市境内的一座水库，位于郁江流域云潭江上，建于1958年。水库正常库容为902万立方米，集雨面积为76平方千米，海拔为99.3米。